# Tatynia
Tatynia (deutsch Hagen) ist ein Dorf in der polnischen Woiwodschaft Westpommern. Es bildet ein Schulzenamt in der Gmina Police (Stadt- und Landgemeinde Pölitz) im Powiat Policki (Pölitzer Kreis).

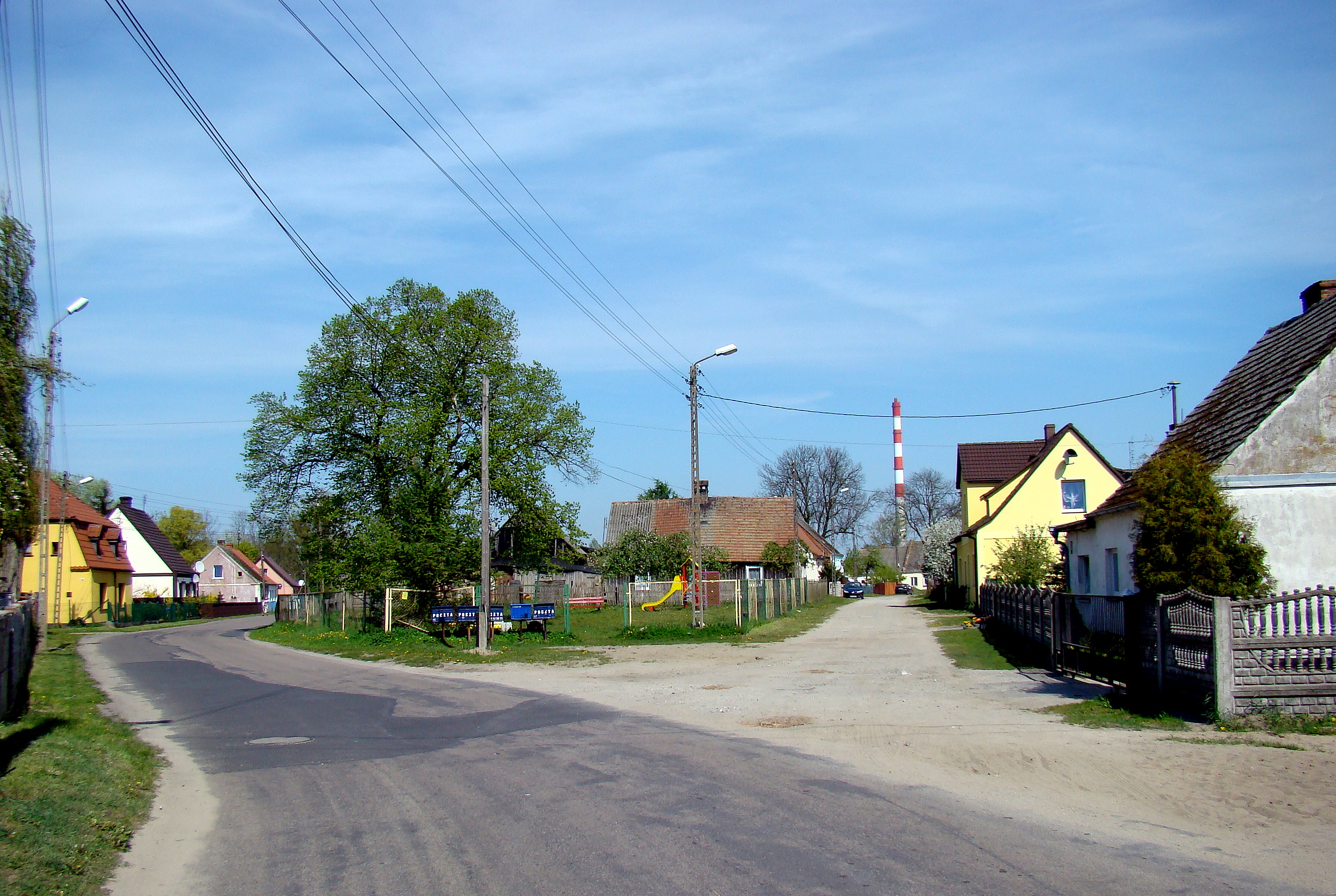
Ortsbild (Aufnahme von 2009)

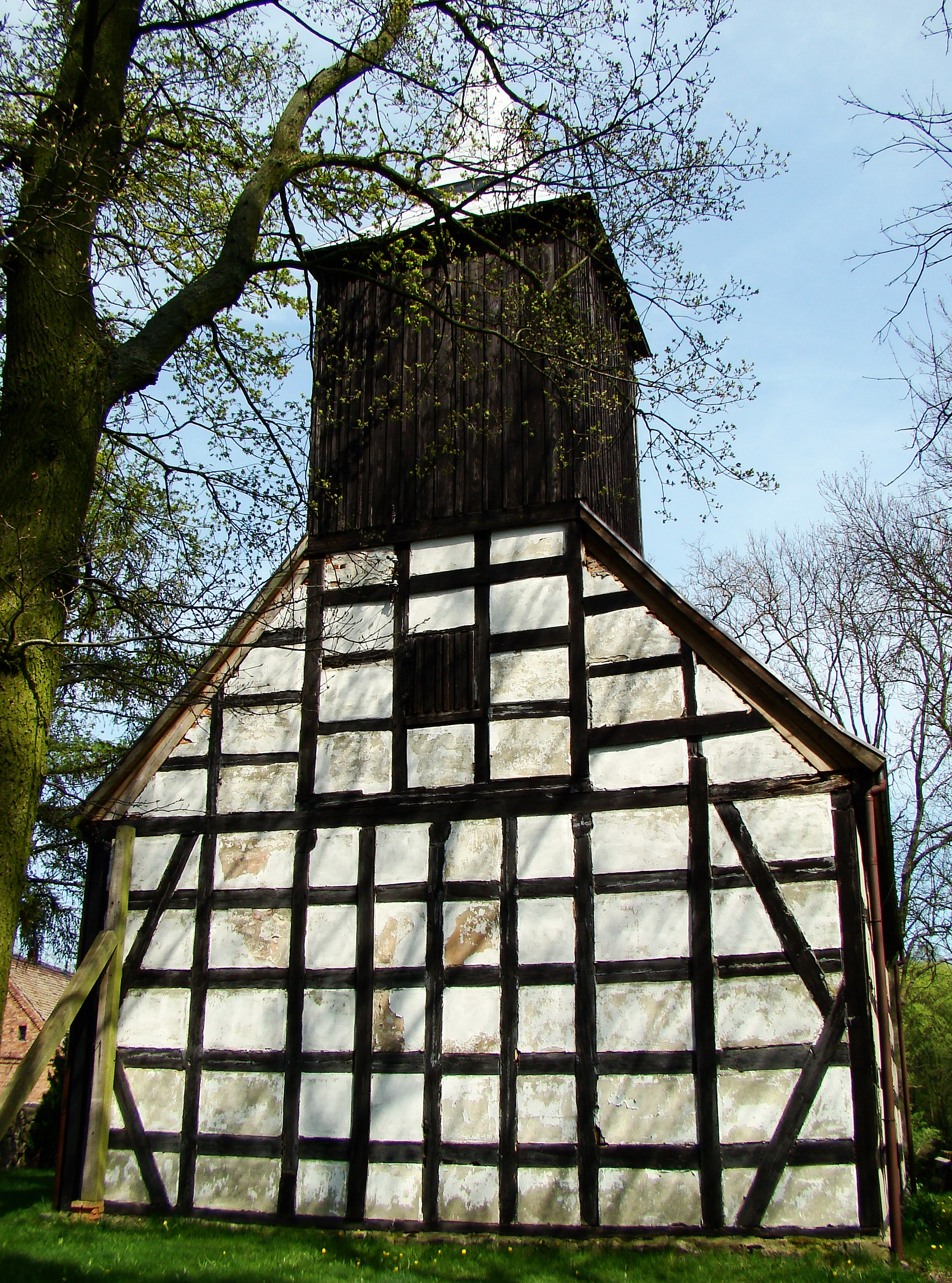
Fachwerkkirche von 1772 (Aufnahme von 2009)

## Geographische Lage
Der Ort liegt im östlichen Vorpommern, etwa 3 km südwestlich des Dorfs Jasienica (Jasenitz), 4 km nordwestlich der Stadt Police (Pölitz) und 18 km nördlich von Stettin (Szczecin). Durch den Ort fließt von West nach Ost der Fluss Gunica (Aalbach).

## Geschichte
Das Dorf wurde wohl im 13. Jahrhundert von einem Ritter namens Gobelo Luchte gegründet und führte anfangs den Namen Gobelenhagen. 1276 stellte Gobelo Luchte einem 1260 in Ueckermünde gegründete Augustinerchorherren-Stift das Dorf zur Verfügung, das seinen Sitz nach hier verlegte. Doch bereits 1309 wurde das Stift in das weiter nördlich bei Ziegenort gelegene Dorf Tatin verlegt, das die Chorherren erworben hatten und in Neu-Gobelenhagen umbenannten. Das bisherige Gobelenhagen führte dann den Namen Alt-Gobelenhagen.
Später, wohl um 1329, wurde das Stift weiter nach Jasenitz verlegt und Neu-Gobelenhagen ging ein. Das bisherige Alt-Gobelenhagen wurde Hagen genannt.
1739 wurde bei dem Dorf Hagen das Vorwerk Hagen angelegt.
An Stelle der früheren Klosterkirche wurde 1772 eine Fachwerkkirche errichtet.
Die Landgemeinde Hagen gehörte bis 1939 zum Kreis Randow in der preußischen Provinz Pommern. Zur Gemeinde gehörte auch der Wohnplatz Rönnewerder. Mit der Auflösung des Kreises Randow kam Hagen 1939 zum Landkreis Ueckermünde.
Nach Ende des Zweiten Weltkriegs wurde Hagen zusammen mit dem sogenannten Stettiner Zipfel, dem ans westliche Oderufer anrainenden östlichen Teil Vorpommerns, Teil Polens und in Tatynia umbenannt.

## Entwicklung der Einwohnerzahlen
- 1910: 646 Einwohner[3]
- 1925: 693 Einwohner[4]
- 1933: 620 Einwohner[4]
- 1939: 655 Einwohner[4]